# Jessie Govan
Jessie Govan (New York, 25 luglio 1997) è un cestista statunitense.